# Rhipidia annulicornis
Rhipidia annulicornis är en tvåvingeart som beskrevs av Günther Enderlein 1912. Rhipidia annulicornis ingår i släktet Rhipidia och familjen småharkrankar. Inga underarter finns listade i Catalogue of Life.